# Un yacht nommé Tortue
Pour plus de détails, voir Fiche technique et Distribution.
Un yacht nommé Tortue (True as a Turtle) est un film britannique réalisé par Wendy Toye, sorti en 1957.

## Synopsis
Tony propose à sa jeune épouse Jane de faire une petite croisière vers la Bretagne à bord de son ketch "Tortue". Ce voyage avec des amis ne va pas se passer exactement comme prévu.

## Fiche technique
- Titre original : True as a Turtle
- Titre français : Un yacht nommé Tortue
- Réalisation : Wendy Toye
- Scénario : Jack Davies, John Coates, Nicholas Phipps, d'après le roman de John Coates
- Direction artistique : Ivan King
- Costumes : Anthony Mendleson
- Photographie : Reginald Wyer
- Son : Robert T. MacPhee, Gordon K. McCallum
- Montage : Manuel Del Campo
- Musique : Robert Farnon
- Production : Peter De Sarigny
- Production exécutive : Earl St. John
- Société de production : Rank Film Productions
- Société de distribution : J. Arthur Rank Film Distributors
- Pays d'origine :  Royaume-Uni
- Langue originale : anglais
- Format : couleur (Eastmancolor) — 35 mm — 1,66:1 — son mono
- Genre : Comédie
- Durée : 96 minutes
- Dates de sortie : 
  - Royaume-Uni : février 1957
  - France : 26 juin 1957

## Distribution
- John Gregson : Tony Hudson
- Cecil Parker : Dudley Partridge
- June Thorburn : Jane Hudson
- Keith Michell : Harry Bell
- Elvi Hale : Ann
- Avice Landone : Valerie Partridge
- Jacques Brunius : M. Charbonnier
- Gabrielle Brune : Mary
- Charles Clay : Sir Harold Brazier
- Betty Stockfeld : Lady Brazier
- Michael E. Briant : Paul
- Pauline Drewett : Susan